# Archivio storico italiano
L'Archivio storico italiano è la più antica tra le riviste storiche ancora edite. Fondata nel 1841 da Giovan Pietro Vieusseux insieme a Gino Capponi e pubblicata dalla Deputazione di storia patria per la Toscana, iniziò le pubblicazioni l'anno successivo. Dal 1925 è pubblicata dall'editore Olschki. Tra i suoi principali collaboratori si ricordano i nomi di Isidoro del Lungo, Francesco Novati, Pio Rajna, Carlo Morandi, Roberto Ridolfi, Arnaldo d'Addario, Ernesto Sestan, Franco Cardini.
La rivista, ai fini dell'abilitazione scientifica nazionale, è in fascia A per i settori: 08/C1; 08/D1; 08/E1; 08/E2; 08/F1.